# Icuncula consobrina
Icuncula consobrina is een slakkensoort uit de familie van de Capulidae. De wetenschappelijke naam van de soort is voor het eerst geldig gepubliceerd in 1915 door May.